# Mecynotarsus jocquei
Mecynotarsus jocquei es una especie de coleóptero de la familia Anthicidae.

## Distribución geográfica
Habita en Malaui.